# Ban Slavonije
Ban Slavonije ili slavonski ban (lat. banus Sclavoniae), nazivan i ban cijele Slavonije (banus totius Sclavoniae), visoki državni službenik na tlu banovine i Kraljevine Slavonije, čija je funkcija uvedena 1225. godine kada su bila uvedena dvojica banova: jedan za Slavoniju i drugi za primorski prostor, odnosno Hrvatsku i Dalmaciju. Ponekad bi se događalo da bi za čitavu kraljevinu bio izabran samo jedan ban, pod naslovom "ban čitave Slavonije i Hrvatske" (totius Sclavoniae et Chroatiae) ili "ban kraljevina Bosne, Dalmacije i čiotave Slavonije i vrhovni kapetan" (regnorum Bozne, Dalmacie ac tocius Sclavonie banus et capitaneus generalis).
Iz povijesnih izvora, čini se da je slavonski ban bio nadređen "primorskom banu", odnosno banu Dalmacije i Hrvatske u slučaju kada nije bilo u zemlji hrvatskog hercega. U tom slučaju bi slavonski ban upravljao zemljom kao "ban čitave Slavonije". Međutim, kada bi herceg bio na dužnosti, onda su mu obojica banova bila jednako podložna i tada slavonski ban ne bi bio nadređen hrvatskom banu.

## Banovi Cijele Slavonije
- Aladar 1225.
- Šalamon 1226.
- Đula 1229. – 1234. (treći put)
- Apaj Gut-Keled 1235. – 1238.
- Nikola Gut-Keled 1240.
- Dionizije od plemena Türje 1241. – 1245.
- Ladislav od plem. Kán 1245.
- Rastislav Mstislavić  1247.
- Stjepan Gut-Keled 1248. – 1260.
- Roland od plem. Ratold 1261. – 1267.
- Henrik II. Gisingovac 1267. – 1270.
- Joakim Pektar Gut-Keled 1270. – 1272.
- Mojs 1272.
- Matija Čak 1272. – 1273.
- Henrik II. Gisingovac 1273. – 1274. (drugi put)
- Dioniz od plem. Pécz 1274. – 1275.
- Ivan Gisingovac 1275.
- Toma od plem. Hontpázmán 1275. – 1276.
- Ivan Gisingovac 1276. – 1277. (drugi put)
- Nikola Gut-Keled 1278. – 1279.
- Nikola I. Gisingovac 1279. – 1281.
- Petar Pakrački 1281. – 1283.
- Ivan Gisingovac 1284. (treći put)
- Radoslav I. Babonić i Stjepan III. Babonić 1288. – 1293.
- Henrik III. Gisingovac i Nikola I. Gisingovac 1290. – 1294.
- Ivan Gisingovac 1295. (četvrti put)
- Jakov Kopas 1298. – 1299.
- Ladislav od plem. Ratold 1300.
- Henrik III. Gisingovac 1301. – 1309.
- Stjepan V. Babonić 1310. – 1316.
- Ivan Babonić 1316. – 1322.
- Nikola Omodejev 1322. – 1324.
- Mikac Mihaljević 1325. – 1343.
- Nikola Lacković 1342. – 1343.
- Nikola I. Bánffy 1343. – 1345.
- Nikola Széchy 1344. – 1349.
- Leustahije Ratold 1356. – 1361.
- Stjepan Kaniški 1362. – 1366.
- Nikola Széchy 1366. – 1368.
- Petar Cudar 1368. – 1380.
- Stjepan II. i Ivan I. Bánffy 1381. – 1385.
- Ladislav od Lučenca 1387. – 1389.
- Detrik Bubek 1389. – 1392.
- Ladislav Petrov 1392.
- Ivan Horvat 1392. – 1394.
- Detrik Bubek 1394. – 1397.
- Nikola II. Gorjanski 1397. – 1401.
- Herman II. Celjski 1406. – 1407.
- Pavao Čupor Moslavački 1412. – 1415.
- David I. Lacković 1416. – 1418.
- Dionizije Marcali 1419. – 1421.
- Herman II. Celjski 1423. – 1435.
- Matko Talovac 1436. – 1444.
- Fridrik II. i Ulrik II. Celjski 1445. – 1454.
- Ulrik II. Celjski 1454. – 1456.
- Ivan Marcali 1457.
- Ivan Vitovec i Nikola Iločki 1457. – 1463.
- Ivan Thuz od Laka 1466. – 1469.
- Ivan Česmički 1469. – 1470.
- Ivan I. Ernušt 1473. – 1476.

## Vanjske poveznice
- Ban – Hrvatska enciklopedija
- Ban – Proleksis enciklopedija
- Ban – lzmk.hr
- Ban – Hrvatska enciklopedija 1941.